# Costel Pantilimon
Costel Pantilimon, né le 1er février 1987 à Bacău (Roumanie), est un footballeur international roumain qui évolue au poste de gardien de but.

## Biographie
Gardien de but roumain, il est formé  à l'ACS Poli Timişoara où il fait ses débuts professionnels lors de la saison 2007-2008 puis de devenir rapidement le numéro un dans les cages. En 2011, il est prêté puis transféré définitivement à Manchester City où il devient la doublure de Joe Hart et joue la plupart du temps les matchs de coupe. Début novembre 2013, Costel Pantilimon profite de la méforme de son coéquipier pour garder les buts de son club en championnat jusqu'à fin décembre.
Le 16 juin 2014, en fin de contrat avec Manchester City, il s'engage pour quatre ans à Sunderland pour y être titulaire. 
Le 20 janvier 2016, ayant perdu sa place de titulaire à Sunderland au profit de Vito Mannone, il s'engage à Watford pour trois ans et demi. Il ne joue que très peu avec les Hornets (neuf matchs en une saison et demie), et est prêté pour une saison au Deportivo La Corogne le 1er septembre 2017. Rappelé de son prêt par Watford le 31 janvier 2018 après avoir joué sept matchs avec le Deportivo, Pantilimon est prêté dans la foulée à Nottingham Forest jusqu'à la fin de la saison. Il participe à treize matchs avec Forest avant de réintégrer l'effectif de Watford à l'issue de la saison.
Le 3 juillet 2018, Costel Pantilimon s'engage pour trois ans avec Nottingham Forest. Il joue quarante-quatre matchs lors de la saison 2018-2019, mais aucun lors de la saison suivante. Il est donc prêté pour six mois au club chypriote de l'Omonia Nicosie le 30 janvier 2020.

## Palmarès
Avec Politehnica Timișoara, Pantilimon est vice-champion de Roumanie en 2009 et 2011 et finaliste de la Coupe de Roumanie en 2009.
Il est champion d'Angleterre en 2012 et 2014 avec Manchester City. Il remporte également le Community Shield en 2012 et la Coupe de la Ligue en 2014.

## Vie privée
Costel Pantilimon est un enfant entendant de parents sourds.